# امپیوریوم

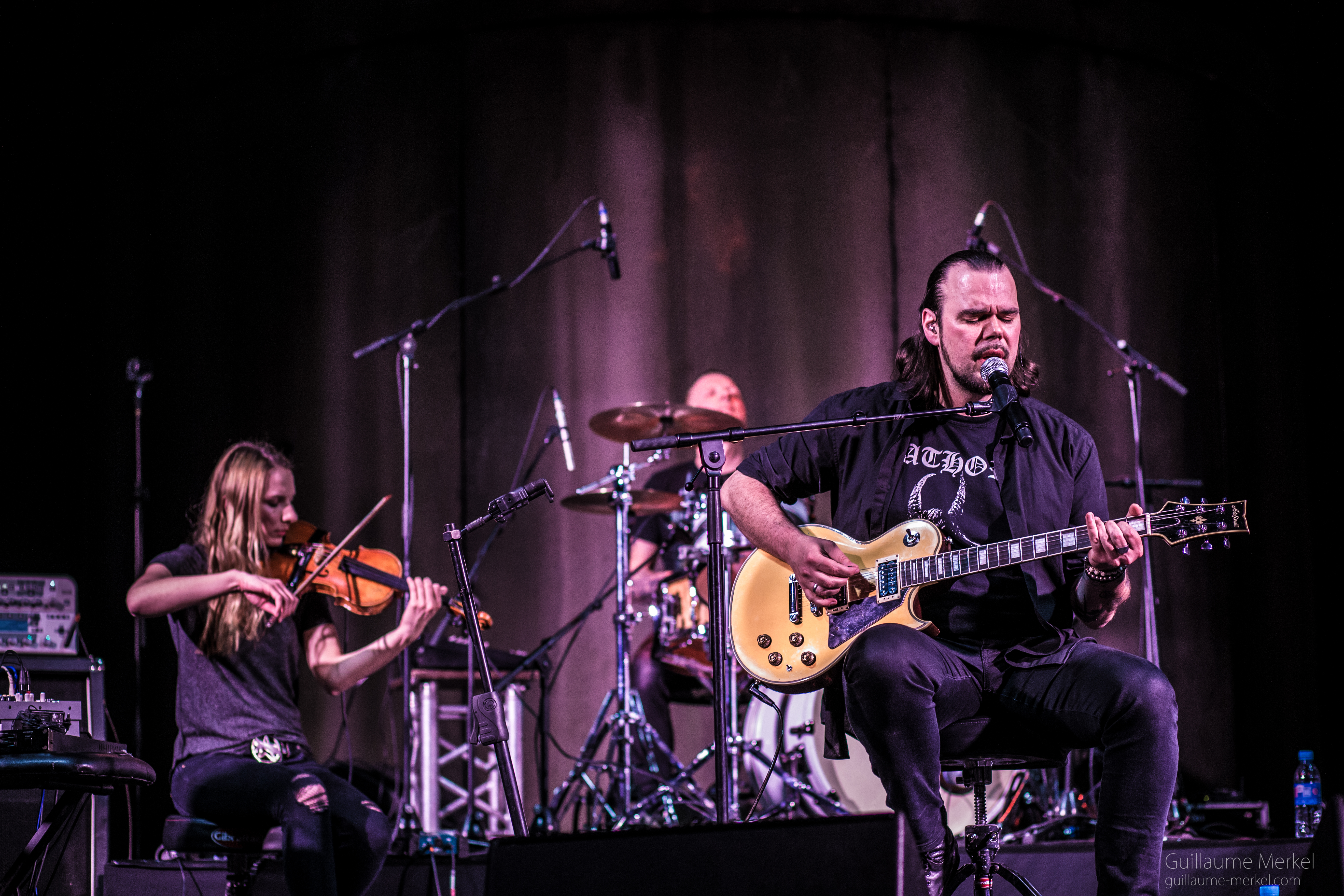
اجرایی از گروه امپروریوم

اِمپیریوم (به انگلیسی: Empyrium) یک گروه نوآور موسیقی آلمانی است که در سال ۱۹۹۴ پایه‌گذاری شد و در سال ۱۹۹۵ با انتشار آلبوم دموی Der Wie Ein Blitz Von Himmel Fiel فعالیتش را آغاز کرد.
نام اِمپیریوم از در واژهٔ لاتین امپیریَن (به لاتین: Empyrean) ریشه دارد که در فلسفه و کیهان‌شناسی یونان باستان به معنی بالاترین مکان در کره‌های آسمانی یا همان بهشت و جایگاه خدا است. در کیهان‌شناسی یونان باستان باور بر این بود که این بخش از بهشت مملو از عنصر آتش است بنابراین می‌توان واژهٔ امپوریوم را «بهشت سوزان» معنی کرد.

## درباره
امپیریوم را مارکوس اشتوک و آندریاس باخ بنیان گذاشتند. آلبوم‌های ابتدایی گروه بیشتر حال و هوای سیمفونیک متال دارند اما دو آلبوم جایی در شب (۱۹۹۹) و وایلند (۲۰۰۲) سبکی متفاوت دارند و نئوفولک به‌شمار می‌آیند. فضای آثار امپیریوم بیشتر غمناک، تاریک و پاره‌ای اوقات هم عاشقانه است.
پس از آلبوم وایلند اعضای گروه تصمیم گرفتند دیگر آهنگی ضبط نکنند اما در سال ۲۰۱۰ دوباره گرد هم آمدند و اولین کار آن‌ها از زمان جدایی‌شان با نام «روزهای پیش از پاییز» در آلبومی با نام Whom the Moon a Nightsong Sings که توسط گروه اولور و چند گروه دیگر تهیه شده بود، منتشر شد. در سال ۲۰۱۱، گروه در شهر لایپزیگ برای نخستین بار اجرای زنده ای برگزار کرد که آن اجرا در سال ۲۰۱۳ در قالب دی‌وی‌دی و کتابچه شامل مصاحبه و کنسرت با نام به‌سوی پانتئون در دسترس عموم قرار گرفت. در سال ۲۰۱۴ آلبوم چرخهٔ جذر و مَد با سبک دارک نئوفولک/نئوکلاسیکال از آن‌ها منتشر شد و یک سال بعد ئی‌پی آسیاب که شامل دو قطعه و در سبک دارک فولک بود. آخرین آلبوم امپیریوم با نام بر فراز ستارگان در سال ۲۰۲۱ منتشر شد.

## اعضا
- اولف تئودور شوادورف: آواز، گیتار، گیتار بیس، درام، پرکاشنز، ملوترون (۱۹۹۴ تا ۲۰۱۴)
- آندریاس باخ: آواز (هم‌آوایی)، کیبورد، پیانو (۱۹۹۴ تا ۱۹۹۸)
- نادین مولتر: فلوت، ویلن سل (۱۹۹۵ تا ۲۰۰۲)
- توماس هلم: آواز (هم‌آوایی)، کیبورد، پیانو (۱۹۹۸ تا ۲۰۱۴)

## آلبوم‌ها
| نام آلبوم                                  | سال انتشار |
| ۱. Der Wie Ein Blitz Von Himmel Fiel(Demo) | ۱۹۹۵       |
| ۲. A Red Wintersunset                      | ۱۹۹۶       |
| ۳. Songs of Moors & Misty Fields           | ۱۹۹۷       |
| ۴. Where at Night the Wood Grouse Plays    | ۱۹۹۹       |
| ۵. Drei Auszüge aus Weiland(EP)            | ۲۰۰۲       |
| ۶. Weiland                                 | ۲۰۰۲       |
| ۷. The Turn Of The Tides                   | ۲۰۱۴       |
| ۸. The Mill                                | ۲۰۱۵       |
| ۹. Über Den Sternen                        | ۲۰۲۱       |